# Oreotrochilus
Genre
Oreotrochilus est un genre d'oiseaux-mouches (la famille des trochilidés) de la sous-famille des Lesbiinae et de la tribu des Lesbiini.

## Liste des espèces
D'après la classification de référence (version 9.2, 2019) du Congrès ornithologique international, ce genre est constitué des espèces suivantes (par ordre phylogénique) :
- Oreotrochilus chimborazo – Colibri du Chimborazo
- Oreotrochilus estella – Colibri d'Estelle
- Oreotrochilus stolzmanni – ?
- Oreotrochilus cyanolaemus – ?
- Oreotrochilus leucopleurus – Colibri à flancs blancs
- Oreotrochilus melanogaster – Colibri à plastron noir
- Oreotrochilus adela – Colibri adèle